# (4329) 1982 SX2
(4329) 1982 SX2 là một tiểu hành tinh vành đai chính. Nó được phát hiện bởi Laurence G. Taff ở Lincoln Laboratory's Experimental Test Site ngày 22 tháng 9 năm 1982.